# Зорі типу SX Овна

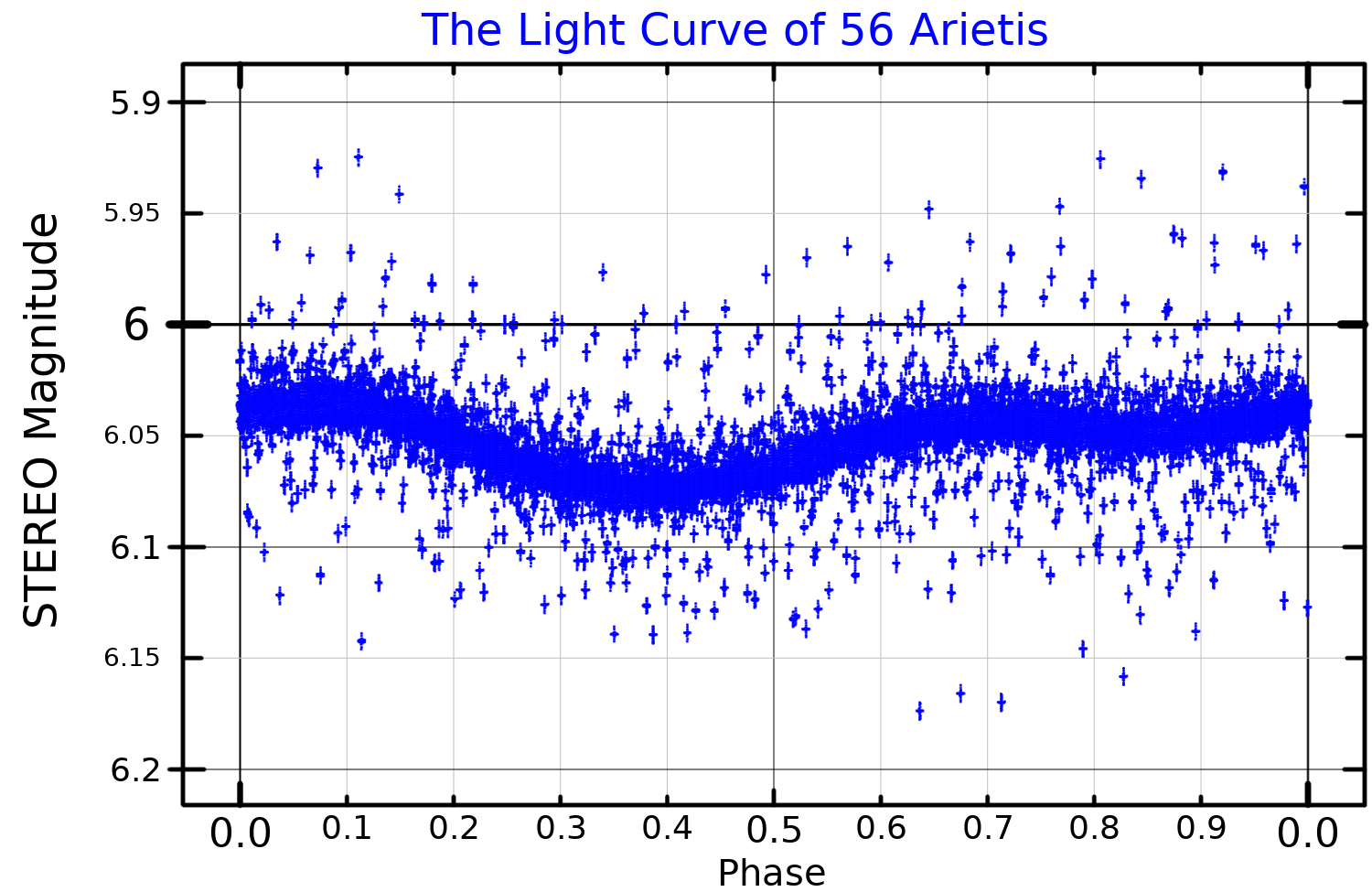
Крива блиску зорі SX Овна за даними космічного апарата STEREO

Зорі типу SX Овна — клас змінних зір. Зазвичай це зорі головної послідовності спектрального класу B підкласів від B0p до B9p. Вони є високотемпературними аналогами змінних типу α2 Гончих Псів і демонструють сильні магнітні поля та інтенсивні спектральні лінії He Я і Сі III. Вони мають коливання яскравості приблизно 0,1 зоряної величини з періодами близько одного дня. Прототипом цього класу є зоря SX Овна, також відома під назвами 56 Овна і HD19832.